# 二十國集團
二十國集團（英語：Group of Twenty）是一個國際經濟合作論壇，於1999年9月26日在德國柏林成立，由七國集團（加拿大、美國、英國、法國、德國、義大利、日本）、金磚國家最初5国（巴西、俄羅斯、印度、中國、南非）、七個重要經濟體（墨西哥、阿根廷、土耳其、南韓、印度尼西亞、澳大利亞、沙烏地阿拉伯）及兩個區域組織歐洲聯盟和非洲聯盟組成。按照慣例，國際貨幣基金組織與世界銀行列席該組織的會議。
G20由世界上大多数实力最强的经济体组成，包括工業化國家和發展中國家；它约占世界生产总值的80%，国际贸易的75%，全球人口的三分之二和以及世界土地面积的60%。
G20成立于1999年，是为了应对几次世界经济危机。自2008年以来，每年至少召开一次峰会，各成员国的政府首腦或國家元首、財政部部長或外交部部長以及其他高级官员都参加；歐盟由歐盟委員會和歐洲中央银行代表。其他国家、国际组织和非政府组织受邀参加峰会，有些是永久参加。
在2009年峰会上，G20宣布自己是国际经济和金融合作的主要场所。该组织的地位在随后的十年中不断提升，分析人士认为它具有相当大的全球影响力；该组织还因其成员有限、缺乏执行权、以及涉嫌破坏性行为而受到批评。峰会经常遭到抗议，尤其是反全球化团体的抗议。
2023年9月，在第十八届G20峰会上，印度總理納倫德拉·莫迪宣布非洲聯盟被纳入G20成员，成为第2个區域組織成员。

## 歷史
G20是二戰后一系列旨在协调国际经济政策的举措中的最新举措，其中包括“布雷頓森林體系”、國際貨幣基金組織和世界銀行等机构，以及現在的世界銀行以及世界貿易組織。
G20是在1999年6月的G7科隆峰会上预示的，并在1999年9月26日的G7财长会议上正式成立，并于1999年12月15日至16日在柏林举行了首次会议。
布鲁金斯學會的科林·I·布拉德福德和約翰内斯·F·林恩2004年的一份报告称，该组织主要是在七國集團兼任主席艾切爾倡議下成立的。然而，布拉德福德後來將時任加拿大財政部部長（以及未來的加拿大總理）保羅·馬丁描述为“G20財政部部長級组建的关键设计师”，以及后来“提议G20国家转向领导人级别峰会”。加拿大学术界和新闻界也将G20確定为馬丁和時任美國財政部部長拉里·薩默斯发起的项目。但所有人都承认，德國和美國在将他们的愿景变为现实的过程中发挥了关键作用。
馬丁和薩默斯构想G20是为了应对20世纪90年代末席卷新兴市场的一系列大规模债务危机，首先是墨西哥比索危機，随后是1997年亞洲金融危機、1998年俄羅斯金融危機，最后是对美國的影响最大，最显着的形式是1998年秋季著名对冲基金长期资本管理公司的倒闭。它表明，在一个快速全球化的世界中，七國集團、八國集團和布雷顿森林體系将无法提供金融稳定，他们构想了一个由世界主要经济体组成的新的、更广泛的常设集团，该集团将给予发言权和新的权力，提供它的责任。
G20成员资格由艾切爾的副手凱奥·科赫-威瑟和薩默斯的副手蒂莫西·蓋特納决定。根据政治经济学家羅伯特·韋德的说法：
“蓋特納和科赫-威悉列出了国家名单，说加拿大加入，葡萄牙退出，南非加入，尼日利亚和埃及退出等等；他们将名单发送给其他七國集團財政部部長；并向第一个国家发出了邀请。”

### 早期主题
G20的主要关注点是全球经济治理。每年的峰会主题都有所不同。2006年G20部长级会议的主题是“建设和维持繁荣”。讨论的问题包括实现“持续增长”的国内改革、全球能源和资源商品市场、世界银行和国际货币基金组织的改革以及人口变化的影响。
2008年，巴西財政部部長吉多·曼特加担任G20主席，提议就金融市场竞争、清洁能源、经济发展以及增长和发展的财政要素进行对话。
2008年10月11日，在八國集團財長会议结束后，美國總統喬治·W·布希表示，下一次二十国集团会议对于寻找解决2008年日益严重的经济危机的方案非常重要。

## 组织
G20的运作没有常设秘书处或工作人员。该小组的主席每年由成员轮流担任，并从不同区域的国家集团中选出。现任主席在任期内设立一个临时秘书处，负责协调小组的工作并组织会议。2022年峰会在印度尼西亞峇厘島举行。印度是现任主席国并主办了2023年峰会。巴西将主办2024年峰会。

### 拟议常设秘书处
2010年，法國總統尼古拉·薩科齊提议设立一个类似于聯合國的常设G20秘书处。建议将首爾和巴黎作为其总部的可能地点。巴西和中國支持设立秘书处，而義大利和日本则表示反对该提议。南韓提出了一个“网络秘书处”作为替代方案。有人认为，G20一直使用经合组织作为秘书处。

## 領導人峰會
G20財長和央行行長峰会负责筹备领导人峰会并执行其决定，其成立是为了应对2007年至2008年的金融危機，以及人们日益认识到主要新兴国家没有被充分纳入金融体系，全球经济讨论和治理的核心。此外，还举行了G20国家元首或政府首脑峰会。
2008年在華盛頓特區首次举行峰会后，G20领导人每年举行两次会议：2009年舉辦在英國倫敦和美國匹兹堡，以及2010年在加拿大多倫多和南韓首爾。
自2011年法國担任G20主席国以来，峰会每年仅举行一次。2011年於法國坎城舉辦，2012年於墨西哥洛斯卡沃斯舉辦，2013年於俄羅斯圣彼得堡舉辦，2014年於澳大利亞布里斯班舉辦，2015年峰会在土耳其安塔利亞举办，2016年峰会在中國杭州举办，2017年峰会在德國漢堡举行，2018年峰会在阿根廷布宜諾斯艾利斯举行，2019年峰会在日本大阪举行，2020年峰会于沙烏地阿拉伯利雅得舉行，但由于新冠肺炎(COVID-19)影响，峰会以线上视频方式举行，2021年峰会在義大利羅馬举行，2022年峰会在印度尼西亞峇里島举行。2023年峰會在印度新德里舉行。2024年峰會在巴西里約熱內盧舉行。2025年峰會在南非約翰尼斯堡舉行。
自2010年以来，G20还举行了多次部長級会议。農業部部長級会议于2011年和2012年举行；2012年和2013年举行了外交部部長会议；貿易部部長于2012年和2014年举行会议，就业部长级会议自2010年以来每年举行一次。
2012年，G20成员国及其他受邀国旅游部长、代表团团长，以及世界旅行和旅游理事会、世界旅游组织等旅游领域组织的代表。旅游组织在墨西哥梅里達举行了第四次G20会议，重点讨论“旅游业作为创造就业机会的手段”。这次会议和世界旅游理事会的签证影响研究的结果是，随后于6月18日至19日在洛斯卡沃斯召开的G20领导人会议将首次认识到旅游的影响。那一年，二十国集团领导人宣言增加了以下声明：“我们认识到旅行和旅游业作为创造就业、经济增长和发展的工具的作用，并在认识到各国拥有控制外国人入境的主权权利的同时，我们将努力制定旅行便利化举措，以支持创造就业、高质量工作、减贫和全球增长。”
2014年3月，澳大利亞時任外長朱莉·畢曉普在澳大利亞主办2014年布里斯班G20峰会时，提议禁止俄羅斯参加峰会，原因是俄罗斯吞併烏克蘭克里米亞。金磚國家外長隨後提醒畢曉普，“二十国集團的托管权平等属于所有成员国，任何一个成员国都不能单方面决定其性质”。
2016年，G20将其对2030年议程和可持续发展目标的承诺分为三个关键主题：促进强劲、可持续和平衡的增长；保护地球免遭退化； 进一步加强与低收入国家和发展中国家的合作。G20杭州峰会上，成员们商定了行动计划，并向成员国发布了高级别原则文件，以帮助推动议程落实。
印度尼西亞于2021年12月1日至2022年11月30日担任G20主席国。在担任主席期间，印度尼西亞重点关注全球COVID-19大流行以及如何共同克服与之相关的挑战。印度尼西亞担任G20主席国期间的三个优先事项是全球卫生架构、数字化转型和可持续能源转型。
印度自2022年12月1日起担任G20主席国，2023年9月9日至10日在新德里举行。在2023年8月26日的采访中，納倫德拉·莫迪總理对印度担任轮值主席国期间二十國集團国家不断发展的议程表示乐观，转向以人为本的发展方针，与全球南方的关切相一致，包括解决气候变化、债务重组等问题 通过G20债务共同框架以及全球加密货币监管战略。G20因非洲聯盟的加入而扩大规模，这也是自1999年以来首次加入。
2024年主席國巴西推出了G20社交空间，该组织将首次让民间社会参与辩论，参与峰会的讨论和政策制定并为其做出贡献。

### 轮换制度
为了决定某一年由哪个成员国担任G20领导人会议主席，除歐盟和非洲聯盟外，所有成员都被分配到五个不同的组中的一个，除了一个组外，所有组别都有四名成员，另一组则有四名成员。除第一组和第二组外，同一地区的国家被分在同一组。同一组内的所有国家都有资格在轮到本组时担任G20主席国。因此，G20下任主席国需要自行协商选出。每年，从12月1日至11月30日期间，都会有不同的G20成员国担任轮值主席国。这一制度自2010年南韓担任G20主席國（第五组）以来一直在实行。
为了确保连续性，主席职位得到了由当前、上届和下届东道国组成的“三驾马车”的支持。

## 部長会议及延伸会议
2020年7月22日，二十國集團数位經濟部部長会议以視訊方式举行。中國國務院工業和信息化部部長苗圩率团参会并发言。
2021年10月12日，二十國集團在義大利索倫托以线上线下结合方式举行貿易部部長会议。
2021年，首次發展部部長会议于在義大利举行。2022年9月8日，第二次發展部部長会议在印度尼西亞举行。
2022年9月1日，二十國集團教育部部長会议以线上线下相结合方式举行。中國教育部部長懷進鹏視訊出席会议并讲话。
2023年3月2日，二十國集團外長会在印度新德里举行全体会议，中國外交部部長秦剛出席会议。
自2022年以来，原“財政部部長和中央銀行行長会议”更名为“財政軌道會議”（Finance Track meetings）。

## 成员国
截至2023年，该组织共有21个成员：阿根廷、澳大利亞、巴西、加拿大、中國、法國、德國、印度、印度尼西亞、義大利、日本、墨西哥、俄羅斯、沙烏地阿拉伯、南非、南韓、土耳其、英國、美國、歐盟和非洲聯盟。受邀嘉宾包括西班牙、聯合國、世界銀行和東盟等。
出席领导人峰会的有19个国家、非盟、歐盟的领导人，部長級会议的有19个國家、非盟、歐盟的財長和央行行長。
此外，每年G20的嘉宾包括西班牙；東盟主席國；非洲發展新伙伴關係 (NEPAD) 的一名代表和國家領袖邀请的一個國家（有時不止一個），通常来自其所在地区。
2023年在印度举行的二十國集團第十八次会议上，非洲聯盟被納入二十國集團成員。这一消息是由现任2023年G20峰会主席的印度總理納倫德拉·莫迪宣布的。

### 国家领导人
| 成员国       | 国家元首                           | 政府首脑                                   | 财政部长                                    | 央行行长                  |
| ------------ | ---------------------------------- | ------------------------------------------ | ------------------------------------------- | ------------------------- |
| 阿根廷       | 哈維爾·米萊                        | 哈維爾·米萊                                | 路易斯·卡普托                               | 圣地亚哥·包西利           |
|              | 查爾斯三世                         | 安東尼·阿爾巴尼斯                          | 吉姆·查默斯                                 | 米歇尔·布洛克             |
| 巴西         | 路易斯·伊纳西奥·卢拉·达席尔瓦      | 路易斯·伊纳西奥·卢拉·达席尔瓦              | 費爾南多·阿達                               | 加布里埃爾·加利波羅       |
| 加拿大       | 查爾斯三世                         | 馬克·卡尼                                  | 商鵬飛                                      | 蒂夫·麦克勒姆             |
| 中國         | 习近平                             | 李强                                       | 蓝佛安                                      | 潘功勝                    |
| 法國         | 埃马纽埃尔·马克龙                  | 弗朗索瓦·贝鲁                              | 埃里克·隆巴尔                               | 弗朗索瓦·维勒鲁瓦·德·加洛 |
| 德国         | 弗兰克-瓦尔特·施泰因迈尔           | 弗里德里希·默茨                            | 拉尔斯·克林拜尔                             | 约阿希姆·纳格尔           |
| 印度         | 德拉帕迪·慕爾穆                    | 纳伦德拉·莫迪                              | 尼尔玛拉·西塔拉曼                           | 桑杰·马洛萨               |
| 印度尼西亞   | 普拉博沃·苏比延多                  | 普拉博沃·苏比延多                          | 英卓华                                      | 佩里·瓦吉約               |
| 意大利       | 塞尔焦·马塔雷拉                    | 喬治亞·梅洛尼                              | 詹卡洛·乔尔杰蒂                             | 法比奧·帕內塔             |
| 日本         | 德仁                               | 石破茂                                     | 加藤勝信                                    | 植田和男                  |
| 墨西哥       | 克劳迪娅·辛鲍姆                    | 克劳迪娅·辛鲍姆                            | 埃德加·阿马多尔·扎莫拉                      | 维多利亚·罗德里格斯·塞哈  |
| 俄羅斯       | 弗拉基米尔·普京                    | 米哈伊尔·米舒斯京                          | 安东·西卢安诺夫                             | 埃尔薇拉·纳比乌林娜       |
| 沙烏地阿拉伯 | 萨勒曼·本·阿卜杜勒-阿齐兹·阿勒沙特 | 穆罕默德·本·薩勒曼                         | 穆罕默德·傑德安                             | 法赫德·穆巴拉克           |
| 南非         | 西里爾·拉馬福薩                    | 西里爾·拉馬福薩                            | 埃諾克·戈東瓦納                             | 莱塞蒂亚·卡尼亚戈         |
|              | 李在明                             | 金民錫                                     | 金範錫（代理）                              | 李昌鏞                    |
| 土耳其       | 雷杰普·塔伊普·埃尔多安             | 雷杰普·塔伊普·埃尔多安                     | 穆罕默德·希姆谢克                           | 法提赫·卡拉汉             |
| 英国         | 查爾斯三世                         | 施紀賢                                     | 李韻晴                                      | 安德魯·貝利               |
| 美国         | 唐納·川普                          | 唐納·川普                                  | 斯科特·貝森特                               | 傑羅姆·鮑威爾             |
| 欧盟         | 安東尼奧·科斯塔（欧洲理事会主席）  | 乌尔苏拉·冯德莱恩（欧盟委员会主席）        | 瓦尔季斯·东布罗夫斯基斯（欧盟经济事务专员） | 克里斯蒂娜·拉加德         |
| 非洲联盟     | 若昂·洛伦索（非洲聯盟主席）        | 马哈茂德·阿里·优素福（非洲聯盟委員會主席） | 維克多·哈理遜（非盟經濟事務專員 ）          | （非洲中央銀行尚未成立）  |

### 成员国经济数据
| 成员国       | 贸易额 亿美元 （2022） | 名义GDP 百万美元 （2025） | GDP（PPP） 百万美元 （2025） | 人均名义GDP 美元 （2025） | 人均GDP（PPP） 美元 （2025） | HDI （2022） | 人口 （2022） | 面积km2    | 5常   | G4    | G7    | 金砖           | MIKTA | CPTPP  | RCEP  | APEC  | 经合     | DAC    | 英联邦 | 上合     | 经济体分类 （IMF） |
| ------------ | ---------------------- | ------------------------- | ---------------------------- | ------------------------- | ---------------------------- | ------------ | ------------- | ---------- | ----- | ----- | ----- | -------------- | ----- | ------ | ----- | ----- | -------- | ------ | ------ | -------- | ------------------ |
| 阿根廷       | 1,701                  | 683,533                   | 1,493,423                    | 14,362                    | 31,379                       | 0.849        | 46,300,000    | 2,780,400  | ☒     | ☒     | ☒     | ☒              | ☒     | ☒      | ☒     | ☒     | 与会谈判 | ☒      | ☒      | ☒        | 新兴经济体         |
|              | 7,214                  | 1,771,681                 | 1,980,022                    | 64,547                    | 72,138                       | 0.946        | 26,141,369    | 7,692,024  | ☒     | ☒     | ☒     | ☒              | check | check  | check | check | check    | check  | check  | ☒        | 发达经济体         |
| 巴西         | 6,264                  | 2,125,958                 | 4,958,122                    | 9,964                     | 23,238                       | 0.760        | 217,240,060   | 8,515,767  | ☒     | check | ☒     | check          | ☒     | ☒      | ☒     | ☒     | 与会谈判 | ☒      | ☒      | ☒        | 新兴经济体         |
| 加拿大       | 11,791                 | 2,225,341                 | 2,730,110                    | 53,558                    | 65,707                       | 0.935        | 38,743,000    | 9,984,670  | ☒     | ☒     | check | ☒              | ☒     | check  | ☒     | check | check    | check  | check  | ☒        | 发达经济体         |
| 中國         | 63,096                 | 19,231,705                | 40,716,448                   | 13,687                    | 28,978                       | 0.788        | 1,411,750,000 | 9,596,960  | check | ☒     | ☒     | check          | ☒     | 申请中 | check | check | 参与方   | ☒      | ☒      | check    | 新興经济体         |
| 法國         | 14,358                 | 3,211,292                 | 4,503,783                    | 46,792                    | 65,626                       | 0.910        | 68,305,148    | 640,679    | check | ☒     | check | ☒              | ☒     | ☒      | ☒     | ☒     | check    | check  | ☒      | ☒        | 发达经济体         |
| 德国         | 32,269                 | 4,744,804                 | 6,161,002                    | 55,911                    | 72,599                       | 0.950        | 84,316,622    | 357,114    | ☒     | check | check | ☒              | ☒     | ☒      | ☒     | ☒     | check    | check  | ☒      | ☒        | 发达经济体         |
| 印度         | 11,768                 | 4,187,017                 | 17,647,050                   | 2,878                     | 12,132                       | 0.644        | 1,406,632,000 | 3,287,263  | ☒     | check | ☒     | check          | ☒     | ☒      | ☒     | ☒     | 参与方   | ☒      | check  | check    | 新兴经济体         |
| 印度尼西亞   | 5,294                  | 1,429,743                 | 5,009,483                    | 5,027                     | 17,612                       | 0.713        | 279,088,893   | 1,904,569  | ☒     | ☒     | ☒     | check          | check | 申请中 | check | check | 与会谈判 | ☒      | ☒      | ☒        | 新兴经济体         |
| 義大利       | 13,464                 | 2,422,855                 | 3,719,110                    | 41,091                    | 63,076                       | 0.906        | 61,095,551    | 301,336    | ☒     | ☒     | check | ☒              | ☒     | ☒      | ☒     | ☒     | check    | check  | ☒      | ☒        | 发达经济体         |
| 日本         | 16,442                 | 4,186,431                 | 6,741,192                    | 33,956                    | 54,677                       | 0.920        | 125,592,404   | 377,930    | ☒     | check | check | ☒              | ☒     | check  | check | check | check    | check  | ☒      | ☒        | 发达经济体         |
| 墨西哥       | 12,045                 | 1,692,640                 | 3,395,916                    | 12,692                    | 25,463                       | 0.781        | 131,541,424   | 1,964,375  | ☒     | ☒     | ☒     | ☒              | check | check  | ☒     | check | check    | ☒      | ☒      | ☒        | 新兴经济体         |
|              | 14,150                 | 1,790,322                 | 3,365,052                    | 34,642                    | 65,112                       | 0.929        | 51,844,834    | 100,210    | ☒     | ☒     | ☒     | ☒              | check | ☒      | check | check | check    | check  | ☒      | ☒        | 发达经济体         |
| 俄羅斯       | 7,723                  | 2,076,396                 | 7,191,718                    | 14,258                    | 49,383                       | 0.821        | 145,807,429   | 17,098,242 | check | ☒     | ☒     | check          | ☒     | ☒      | ☒     | check | ☒        | ☒      | ☒      | check    | 新兴经济体         |
| 沙烏地阿拉伯 | 5,988                  | 1,083,749                 | 2,229,611                    | 30,099                    | 61,923                       | 0.875        | 36,168,000    | 2,149,690  | ☒     | ☒     | ☒     | 曾受邀请       | ☒     | ☒      | ☒     | ☒     | ☒        | 参与方 | ☒      | 对话伙伴 | 新興经济体         |
| 南非         | 2,591                  | 410,338                   | 1,025,615                    | 6,397                     | 15,989                       | 0.717        | 61,060,000    | 1,221,037  | ☒     | ☒     | ☒     | check          | ☒     | ☒      | ☒     | ☒     | 参与方   | ☒      | check  | ☒        | 新兴经济体         |
| 土耳其       | 6,179                  | 1,437,406                 | 3,651,873                    | 16,709                    | 42,451                       | 0.855        | 85,551,932    | 783,562    | ☒     | ☒     | ☒     | 伙伴（未确认） | check | ☒      | ☒     | ☒     | check    | ☒      | ☒      | 对话伙伴 | 新兴经济体         |
| 英国         | 13,533                 | 3,839,180                 | 4,447,841                    | 54,949                    | 63,661                       | 0.940        | 68,492,933    | 242,495    | check | ☒     | check | ☒              | ☒     | check  | ☒     | ☒     | check    | check  | check  | ☒        | 发达经济体         |
| 美国         | 54,410                 | 30,507,217                | 30,507,217                   | 89,105                    | 89,105                       | 0.927        | 337,341,954   | 9,833,517  | check | ☒     | check | ☒              | ☒     | ☒      | ☒     | check | check    | check  | ☒      | ☒        | 发达经济体         |
| 欧盟         | 58,584                 | 19,991,160                | 29,176,749                   | 44,225                    | 64,545                       | 0.900        | 446,828,803   | 4,233,262  | ☒     | ☒     | check | ☒              | ☒     | ☒      | ☒     | ☒     | 参与方   | check  | ☒      | ☒        | 大多数为发达经济体 |
| 非洲联盟     | 13,790                 | 2,834,002                 | 10,826,442                   | 1,930                     | 7,373                        | 0.577        | 1,393,676,444 | 29,922,059 | ☒     | ☒     | ☒     | ☒              | ☒     | ☒      | ☒     | ☒     | ☒        | ☒      | ☒      | ☒        | 新興经济体         |

### 亞洲國家的角色
亞洲開發銀行（ADB）2011年发布的一份报告预测，中國、印度等亞洲大國经济体未来将在全球经济治理中发挥更加重要的作用。报告声称，新兴市场经济体的崛起预示着新的世界秩序，G20将成为全球经济指导委员会。亞行还指出，在2000年代末经济衰退之后，亞洲國家引领了全球复苏。它预测该地区将在全球舞台上发挥更大的作用，通过加强区域内贸易和刺激内需来制定二十國集團平衡和可持续增长的议程。

## 轮值主席
二十国峰会轮值主席国。除歐盟外，所有成員國被分配到以下五個不同組別。
| 组别 1               | 组别2                             | 组别3                                   | 组别4                           | 组别5                      |
| -------------------- | --------------------------------- | --------------------------------------- | ------------------------------- | -------------------------- |
| - 英国 - 美国 - 印度 | - 俄羅斯 - 加拿大 - 土耳其 - 南非 | - 阿根廷 - 沙烏地阿拉伯 - 巴西 - 墨西哥 | - 法國 - 德国 - 義大利 - 西班牙 | - 中國 - 印度尼西亞 - 日本 |

然后，五个组别轮流，当轮到某个组别时，该组内之成员协调得出主席国。

## 受邀與會國和組織

截至2024年，G20成員國（深藍色）、歐盟代表国（天蓝色）、非盟代表国（湖蓝色）及先前受邀國家（粉色）。

通常，一些非G20正式成员的参与者会收到参加峰会的邀请。永久受邀嘉宾包括：西班牙；東盟主席和非洲发展新伙伴关系的代表以其组织领导人和本国政府首脑的身份应邀出席。此外，金融穩定委員會、國際勞工組織、國際貨幣基金組織、經濟合作與發展組織、聯合國、世界銀行集團和世界貿易組織的领导人也受邀参加预演。在各自组织的政策范围内进行峰会规划。
其他受邀者由主办国选择，通常是来自其所在地区的一两个国家。例如，南韓邀请了新加坡。过去曾受邀的国际组织包括亞太經濟合作組織（APEC）、巴塞爾銀行監管委員會（BCBS）、獨立國家聯合體（CIS）、歐亞經濟共同體（EAEC）、歐洲中央銀行，世界銀行（ECB）、聯合國糧食及農業組織 （FAO）、全球治理組織（3G）和海灣合作委員會（GCC）。此前，荷蘭的地位與西班牙类似，歐盟理事會轮值主席国也会收到邀请，但仅限以该身份，而不是作为本国领导人。
每年峰會都有一些組織、智庫和國家被邀請参與會議。

### 永久受邀對象
- 西班牙[59]
- 非洲发展新伙伴关系（AUDA-NEPAD）
- 国际劳工组织（ILO）
- 国际货币基金组织（IMF）
- 经济合作与发展组织（OECD）
- 联合国（UN）
- 世界银行集团（WBG）
- 世界卫生组织（WHO）
- 世界贸易组织（WTO）[59]

## 议程

### 金融焦点
美國、加拿大和德國政策制定者构想的G20峰会最初议程非常关注主权债务的可持续性和全球金融稳定，并以包容性的形式将最大的发展中经济体作为平等伙伴纳入进来。在2008年11月的一次峰会上，该集团领导人承诺向世界银行和国际货币基金组织等国际金融组织捐款数万亿美元，主要用于重建全球金融体系。
自成立以来，G20峰会参与者反复讨论的主题优先涉及全球经济增长、國際貿易和金融市场监管。

### 增长和可持续性
G20国家的碳排放量几乎占全球的75%。2015年通过聯合國可持续发展目标和巴黎氣候協議後，G20议程中添加了更多“具有全球意义的问题”：移民、數字化、就業、醫療保健、妇女经济赋权、发展援助以及阻止气候变化气候变化。
G20国家的碳排放量几乎占全球的75%，并在2009年承诺逐步取消“低效补贴”。尽管有这些承诺，2015年至2021年间，G20成员仍向化石燃料公司提供了超过3.3万亿美元的补贴，其中一些国家增加了补贴；澳大利亞（+48.2%）、美國（+36.7%）、印度尼西亞（+26.6%）、法國（+23.8%）、中國（+4.1%）、巴西（+3.0%）、墨西哥（+2.6%）。仅中國就生产了世界上一半以上的煤电。

### 相关主题
德國聯邦財政部部長沃爾夫岡·朔伊布勒坚持认为，G20国家面临的问题是相互关联的，无论是纯粹的金融问题还是发展问题，以及达成有效、跨领域政策措施的必要性：“全球化已使数亿人摆脱贫困，但某些方面的挫败感也日益增加、国家安全和移民都是相互关联的。”

## G20参与小组
G20参与小组和会前会议是由东道国组织领导的独立团体。他们代表不同的利益相关者群体，共同制定不具约束力的政策建议，正式提交给G20领导人审议。
在印度尼西亞主办的2022年G20峰会上，成立了10个参与小组，以促进独立利益相关者为G20领导人制定提案和政策建议。
Startup20和其他少数参与小组是在2023年G20印度担任主席国期间发起的。

## 影响力和责任
尽管缺乏执行规则的正式能力，二十國集團的重要成员身份使其能够对全球政策提供强有力的投入。对于G20的合法性存在争议，对其组织及其宣言的有效性也存在批评。
G20的透明度和问责制受到了批评者的质疑，他们呼吁人们注意缺乏正式章程以及最重要的G20会议都是闭门举行的事实。2001年，经济学家弗朗西斯·斯圖爾特提议在聯合國内设立经济安理会，作为G20的替代方案。在这样的理事会中，成员将由聯合國大會根据其对世界经济的重要性以及他们愿意为世界经济发展提供的贡献进行选举。
与峰会相关的安全成本和程度在主办国往往是一个有争议的问题，G20峰会吸引了来自不同背景的抗议者，包括資訊活動人士、部分准备金银行的反对者和反资本主义反资本主义者。2010年，多倫多G20峰会引发大规模抗议和骚乱，导致了加拿大历史上最大规模的逮捕潮。

## 對G20成員資格獨特性的看法
尽管G20表示该组织的“经济实力和广泛的成员资格使其在全球经济和金融体系的管理方面具有高度的合法性和影响力”，但其合法性却受到了挑战。丹麥国际问题研究所2011年的一份报告批评了G20的排他性，特别强调了其对非洲國家的代表性不足，以及邀请非成员国观察员的做法仅仅是“边缘让步”，这并没有赋予该组织代表性。关于成员资格问题，美国總统巴拉克·奧巴馬指出了取悦所有人的难度：“每个人都希望拥有尽可能小的团体，其中包括他们。因此，如果他们是世界上第21大国家，他们想要G-21，并且认为 如果它们被剔除，那是非常不公平的。”其他人在2011年表示，排他性并不是一个无法克服的问题，并提出了一些机制，通过这些机制可以使其变得更具包容性。

### 挪威
與挪威对包容性国际进程、聯合國和聯合國系统的重视相一致，挪威現任首相喬纳斯·加爾·斯托爾在2010年接受《明鏡周刊》采访时称G20是“二戰以来最大的挫折之一”173个聯合國成员国并不在G20之列。其中包括挪威，它是一个主要发达经济体，也是聯合國国际发展计划的第七大捐助国，它不是歐盟成员国，因此在G20中也没有间接代表。与其他此类国家一样，挪威在该组织中几乎没有发言权。Støre认为，G20損害了二戰後成立的国际组织的合法性，例如國際貨幣基金组組織、世界銀行和聯合國：
G20是一个自行任命的组织。其组成是由主要国家和大国决定的。它可能比仅代表最富裕国家的七國集團或更具代表性，但它仍然是任意的。我们不再生活在19世纪，那个大国相遇并重新绘制世界地图的时代。没有人需要新的維也納國會。
然而，挪威在实践中缓和了这一立场，并多年来为G20的多项工作做出了贡献，特别是在健康、能源和气候方面。在埃爾娜·索爾伯格政府的领导下，挪威出席了2017年在德國漢堡举行的G20峰会。

### 西班牙關於成員資格的立場
按GDP计算，西班牙是世界第十五大经济体（按购买力平价计算，排名第十六），在欧盟中排名第四，在西班牙語國家中排名第二，在伊比利亚美洲排名第三。此外，自20世纪90年代以来，多家西班牙公司获得了跨国地位，西班牙是全球重要的外国投资者。其数量明显超过了阿根廷、南非等G20现有成员的数量。这导致了有人认为的G20成员事实上的地位。然而，常任客人西班牙并不打算申请正式会员资格。

### 波蘭的願望
與西班牙的立場相反，波蘭多次要求加入G20。
在2009年G20倫敦峰會之前，波蘭政府表示有興趣加入西班牙和荷蘭行列，并谴责少数歐洲领导人在未经合法授权的情况下以歐盟集体的名义在属于歐盟的案件中发言的“组织混乱”。
2010年与外国外交官会面时，波蘭總统萊赫·卡欽斯基表示：
根据我们的数据，波蘭经济在世界经济中排名第18位。我国的地位是G20成员之一。这是一个非常简单的假设：首先，它源于波蘭的经济规模，其次，它源于波蘭是该地区最大的国家，也是经历过某种故事的最大国家。这个故事是一次政治和经济转型。
2012年，蒂姆·弗格森在《福布斯》上写道，应该考虑将阿根廷换成波蘭，声称波蘭经济正在走向欧洲的领导地位，其成员身份将更加合法。Marcin Sobczyk 在《華爾街日報》上表达了类似的观点。世界银行的馬姆塔·穆爾蒂表示：“要加入‘俱乐部’，波蘭能做的就是继续努力，就好像它已经加入了它想加入的俱乐部一样。”
2014年，咨询公司安永发布了关于G20最佳成员的报告。在分析贸易、机构和投资联系后，波蘭被列为最佳成员之一。
G20成员资格已成为波蘭法律與正義黨和總统安杰伊·杜達形象计划的一部分。2017年3月，波蘭副總理馬特烏什·莫拉維茨基作为第一位波蘭代表参加了在巴登举行的二十國集團財長会议。

### 全球治理组织（3G）的回应
2010年6月，新加坡駐聯合國代表警告G20，其决定将影响“所有国家，无论大小”，并声称重要的非G20成员应参与金融改革讨论。此后，新加坡在组织全球治理小组（3G）方面发挥了主导作用，该小组是一个由30个非G20国家（包括几个微型国家和许多第三世界国家）组成的非正式组织，旨在更有效地将他们的观点纳入G20进程。新加坡担任3G主席国被视为邀请新加坡参加2010年11月在南韓举行的G20峰会以及2011年、2013年、2014年、2015年、2016年和2017年峰会的理由。

### 外交政策批评
美國杂志《外交政策》发表文章谴责G20的主要职能是替代所谓的排他性的G8。它质疑一些G20成员的行为，并提出一些国家首先就不应该成为G20成员的观念。此外，由于大衰退的影响仍在持续，该杂志批评了G20实施世界金融机构改革的努力，并将此类努力称为失败。

### 呼籲驅逐俄羅斯
2022年3月，俄羅斯入侵烏克蘭后，美國總统喬·拜登呼籲將俄羅斯从该组织中除名。或者，他建议允许烏克蘭参加2022年G20峰会，尽管它不是成员国。加拿大總理賈斯汀·特鲁多也表示，该组织应该“重新评估”俄羅斯的参与。俄羅斯声称这不会是一个重大问题，因为大多数G20成员已经因战争而在经济上与俄羅斯作斗争。中國表示驱逐俄羅斯会适得其反。2022年11月，印度尼西亞和俄羅斯表示普丁不会亲自出席G20峰会，但可能以虚拟方式出席。在2022年峰会期间，烏克蘭總統弗拉基米爾·澤倫斯基出现在视频声明中，并多次将大会称为“G19”，以此表明他认为俄羅斯应该被从该组织中除名的观点。

## 相關文獻
- Haas, Peter M. . International Organization. 1992, 46 (1). ISSN 0020-8183. JSTOR 2706951. doi:10.1017/S0020818300001442 （英语）.
- Hajnal, Peter I. . Global Finance Series. Aldershot, England: Ashgate Publishing. 2007. ISBN 978-0-7546-4550-4.
- John J. Kirton（英语：John Kirton）. . Global Finance Series. Abingdon, England: Routledge. 2013. ISBN 978-1-4094-2829-9.
- Reinalda, Bob; Verbeek, Bertjan (编). . Routledge/ECPR Studies in European Political Science 5. London: Routledge. 1998. ISBN 978-0-415-16486-3.
- Samans, Richard; Uzan, Marc; Lopez-Claros, Augusto (编). . Basingstoke, England: Palgrave Macmillan. 2007. ISBN 978-0-230-52495-8.